# Saint-Léger-le-Petit
Saint-Léger-le-Petit ist eine französische Gemeinde mit 354 Einwohnern (Stand: 1. Januar 2022) im Département Cher in der Region Centre-Val de Loire. Sie gehört zum Kanton Avord und zum Gemeindeverband Berry-Loire-Vauvise. 

## Geografie
Saint-Léger-le-Petit liegt im Berry etwa 46 Kilometer östlich von Bourges an der Loire und am Canal latéral à la Loire. Umgeben wird Saint-Léger-le-Petit von den Nachbargemeinden Argenvières im Norden, La Marche im Nordosten, Tronsanges im Osten, Beffes im Süden sowie Jussy-le-Chaudrier im Westen.

## Bevölkerungsentwicklung
| Jahr                       | 1962 | 1968 | 1975 | 1982 | 1990 | 1999 | 2008 | 2019 |
| Einwohner                  | 469  | 438  | 386  | 324  | 330  | 352  | 397  | 349  |
| Quellen: Cassini und INSEE |      |      |      |      |      |      |      |      |

## Sehenswürdigkeiten

Kirche St. Leodegar

- Kirche St. Leodegar